# Pratz
Pratz là một xã trong vùng hành chính Franche-Comté, thuộc tỉnh Jura, quận Saint-Claude (quận), tổng Moirans-en-Montagne. Tọa độ địa lý của xã là 46° 22' vĩ độ bắc, 05° 45' kinh độ đông. Pratz nằm trên độ cao trung bình là 683 mét trên mực nước biển, có điểm thấp nhất là 400 mét và điểm cao nhất là 948 mét. Xã có diện tích 9.85 km², dân số vào thời điểm 2004 là 554 người; mật độ dân số là 56 người/km².

## Thông tin nhân khẩu
| 1962 | 1968 | 1975 | 1982 | 1990 | 1999 |
| ---- | ---- | ---- | ---- | ---- | ---- |
| 191  | 211  | 238  | 354  | 415  | 453  |